# Tandin Tshering
Tandin Tshering  là một cầu thủ bóng đá người Bhutan, hiện tại thi đấu cho Druk Pol. Anh ra mắt lần đầu cho Đội tuyển bóng đá quốc gia Bhutan năm 2009.